# Mistrzostwa Europy w Łyżwiarstwie Szybkim w Wieloboju 1914
24. mistrzostwa Europy w łyżwiarstwie szybkim w wieloboju odbyły się w dniach 8–9 lutego 1914 roku w Berlinie, w Cesarstwie Niemieckim. Były to ostatnie mistrzostwa przed ośmioletnią przerwą spowodowaną I wojną światową. W zawodach brali udział tylko mężczyźni. Zawodnicy startowali na czterech dystansach: 500 m, 1500 m, 5000 m i 10000 m. Po raz trzeci w karierze bezkonkurencyjny był Norweg Oscar Mathisen.

## Uczestnicy
W zawodach wzięło udział 7 łyżwiarzy z 5 krajów. Sklasyfikowanych zostało 5.
| Państwa biorące udział w mistrzostwach | Państwa biorące udział w mistrzostwach | Państwa biorące udział w mistrzostwach | Państwa biorące udział w mistrzostwach | Państwa biorące udział w mistrzostwach |
| -------------------------------------- | -------------------------------------- | -------------------------------------- | -------------------------------------- | -------------------------------------- |
| Cesarstwo Niemieckie                   | Imperium Rosyjskie                     | Norwegia                               | Szwajcaria                             | Szwecja                                |

## Wyniki
- DNS – nie wystartował, DNF – nie ukończył, f – wywrócił się

| Pozycja | Zawodnik          | Kraj                 | 500 m     | 5000 m        | 1500 m      | 10000 m      | Suma pkt. |
| ------- | ----------------- | -------------------- | --------- | ------------- | ----------- | ------------ | --------- |
| 01 !    | Oscar Mathisen    | Norwegia             | 45.6 (1.) | 9:18.0 (1.)   | 2:31.8 (1.) | 19:08.6 (2.) | 5         |
| 02 !    | Wasilij Ippolitow | Imperium Rosyjskie   | 48.0 (3.) | 9:33.3 (2.)   | 2:40.0 (3.) | 19:02.8 (1.) | 9         |
| 03 !    | Bjarne Frang      | Norwegia             | 46.2 (2.) | 9:58.4 (4.)   | 2:37.5 (2.) | 20:48.2 (4.) | 12        |
| 4.      | Kristian Strøm    | Norwegia             | 49.3 (4.) | 9:41.1 (3.)   | 2:42.8 (4.) | 20:06.4 (3.) | 14        |
| 5.      | Henri Kretzer     | Cesarstwo Niemieckie | 50.8 (5.) | 10:29.6f (5.) | 2:57.0 (5.) | 22:08.7 (5.) | 20        |
| DNF     | Max Kniel         | Szwajcaria           | 54.0 (6.) | DNF           | 3:03.7 (6.) | 99:59.9 !    |           |
| DNF     | Nils Molander     | Szwecja              | 54.2 (7.) | DNS           | 9:59.9 !    | 99:59.9 !    |           |